# (3013) Dobrovoleva
(3013) Dobrovoleva es un asteroide perteneciente al cinturón de asteroides, descubierto el 23 de septiembre de 1979 por Nikolái Stepánovich Chernyj desde el Observatorio Astrofísico de Crimea (República de Crimea).

## Designación y nombre
Designado provisionalmente como 1979 SD7. Fue nombrado Dobrovoleva en homenaje a astrofísico soviético Oleg Vasiljevicc Dobrovolskij.